# Victory (Schiff, 1778)
Die Victory, auch HMS Victory, ist ein Linienschiff ersten Ranges, das Anfang der 1760er-Jahre für die Royal Navy gebaut wurde. Bekanntheit erlangte die Victory als Flaggschiff von Vizeadmiral Nelson in der Seeschlacht von Trafalgar. Sie ist das älteste in Dienst befindliche Kriegsschiff und liegt heute im Portsmouth Historic Dockyard im Trockendock, wo sie als Flaggschiff des Ersten Seelord und als Museumsschiff dient.

## Ursprung und Name
Die heutige Victory ist das sechste Schiff der Royal Navy, das diesen Namen trägt.
1758 riefen die Minister König Georgs II. ein Projekt zum Bau von zwölf Linienschiffen ins Leben. An der Spitze der Liste befand sich ein noch unbenanntes Schiff ersten Ranges mit mehr als 100 Kanonen, das in Chatham (Kent) gebaut werden sollte.
Das Jahr 1759 war ein „Jahr der Siege“ für Großbritannien, gemessen an den britischen militärischen Erfolgen war es der Höhepunkt des Siebenjährigen Krieges. Auf dem Land gewannen britische Truppen und ihre Verbündeten in Surat (Indien), Minden und Québec. Zur See verzeichnete man die gewonnenen Schlachten bei Lagos und Quiberon. Aus der Euphorie um die Siege heraus gab man dem Schiff den Namen Victory (englisch für „Sieg“). Der Entwurf der Victory stammte von Sir Thomas Slade. Er basierte auf dem der Royal George von 1756.

## Geschichte
Die Victory wurde am 14. Juli 1759 in Auftrag gegeben und am 23. Juli 1759, in Chatham auf Kiel gelegt. Am 30. Oktober 1760 wurde das Schiff als Victory getauft und am 7. Mai 1765 vom Stapel gelassen. Die Baukosten betrugen 63.176 Pfund Sterling. Nach dem Abschluss der Bauarbeiten wurde die Victory der Reserve in Chatham unterstellt.
Mit dem Eintritt Frankreichs in den Amerikanischen Unabhängigkeitskrieg wurde die Victory am 12. März 1778 unter dem Kommando von John Lindsay in den aktiven Dienst gestellt. Im Mai 1778 wurde Lindsay durch Konteradmiral John Campbell ersetzt, nachdem Admiral Augustus Keppel seine Flagge auf der Victory setzen ließ.

### Erstes Seegefecht von Ouessant (1778)
Am 9. Juli 1778 stach die Victory von Spithead aus zusammen mit einer Flotte von 30 Linienschiffen in See, nachdem eine französische Flotte, bestehend aus 29 Schiffen, 160 km westlich von Ouessant gesichtet worden war. Der französische Admiral Louis Guillouet d’Orvilliers hatte Befehl, jegliche Gefechte zu vermeiden. Durch den Windvorteil konnten die Franzosen in der Nacht in nördliche Richtung segeln. Während der nächsten drei Tage versuchte Keppel vergeblich die französische Flotte zu stellen, die sich immer weiter in den Atlantik zurückzog. Durch mehrmalige Winddrehung und wiederholtes Wenden beider Flotten kam es am 27. Juli gegen 11:20 zum Gefecht.
Während zwei seiner Schiffe in den Hafen von Brest flüchten konnten, mussten sich die verbliebenen 27 Schiffe nun der britischen Streitmacht stellen. Die Wetterbedingungen waren mit wechselnden Winden und heftigem Regen in den Tagen vor der Schlacht sehr schlecht für ein Gefecht. Am 27. Juli, am Tag der Schlacht, waren die Bedingungen günstiger. Den Briten gelang es, eine annähernde Schlachtlinie zu segeln, während die Franzosen sich nicht in einer geordneten Formation positionieren konnten. Tatsächlich gelang es zwar den schnellsten französischen Schiffen, an der britischen Linie vorbeizusegeln, die Victory gelangte jedoch in Gefechtsreichweite und konnte das Feuer auf das 110-Kanonen-Schiff Bretagne und das 90-Kanonen-Schiff Ville de Paris eröffnen. Keppel signalisierte seinen Schiffen, die Verfolgung aufzunehmen, die diesem Befehl aber offenbar nicht Folge leisten konnten, sodass es nicht zu weiteren Kampfhandlungen kam. Keppel musste sich später dafür vor einem Militärgericht rechtfertigen, bevor der Vorfall später sogar zu einem parteipolitischen Streit im Königreich Großbritannien ausartete.
Am 8. Februar 1780 wurde die Victory in Portsmouth mit Kupferplatten an ihrem Rumpf ausgestattet. Dies sollte ein Eindringen des Schiffsbohrwurms in das Holz und auch Fouling verhindern. Im April wurden die dreißig 32-Pfünder-Kanonen des unteren Kanonendecks durch dreißig 42-Pfünder ersetzt. Außerdem erhielt sie zwei 24-Pfünder-Karronaden auf dem Vorschiff und sechs 18-Pfünder-Karronaden auf dem Poopdeck.

### Zweites Seegefecht von Ouessant (1781)
Am 2. Dezember 1781 wurde die Victory von Kapitän Henry Cromwell Frankland (1741–1814) unter der Flagge von Konteradmiral Richard Kempenfelt befehligt. Sie lief am 10. Dezember 1781 zusammen mit elf anderen Linienschiffen, einem 50-Kanonen-Schiff 4. Ranges und fünf Fregatten aus, um einen aus Brest kommenden französischen Konvoi abzufangen.
Kempenfelt ordnete die Verfolgung an, nachdem die ersten feindlichen Schiffe gesichtet worden waren. Er übersah den Umstand, dass der Konvoi von 21 Linienschiffen unter dem Kommando von Admiral de Guichen begleitet wurde. Damit war die zweite Schlacht von Ouessant eingeleitet. Als Kempenfelt schließlich die gegnerische Übermacht erkannte, gab er sich mit der Eroberung der 15 Konvoischiffe zufrieden und zog sich mit diesen Prisen zurück. Die französischen Geleitschiffe waren durch einen aufkommenden Sturm weit verstreut und konnten nicht mehr rechtzeitig eingreifen. Deshalb begaben sie sich zurück in heimatliche Gewässer, ohne dass es zu weiteren Gefechten kam.

### (1782 bis 1789)
Am 9. April übernahm John Bowmaster das Kommando, wurde aber bereits zehn Tage später durch Henry Duncan ersetzt. Für den größten Teil des Jahres leistete sie Geleitschutz für Konvois in der Nordsee. Nachdem sie an der Seeschlacht am Kap Spartel teilgenommen hatte, kehrte sie im Oktober nach der Befreiung von Gibraltar am 15. November nach Spithead zurück. Am 27. November segelte sie nach Portsmouth, wo sie für eine Überholung ausgemustert wurde. Dabei stellte man strukturelle Schäden fest, die durch die Kupferbeplankung entstanden waren.

### Mittelmeer
Nach der Kriegserklärung an Frankreich am 1. Februar segelte Admiral Samuel Hood nach Toulon, wo er die Bürger überredete, sich den französischen Royalisten anzuschließen und den britischen Streitkräften die Einnahme der Stadt und die Kaperung der französischen Flotte zu gestatten. Während der Invasion von Korsika beteiligte sich die Victory an der erfolgreichen Belagerung von Bastia und Calvi. Am Ende des Jahres kehrte das Schiff in die Heimat zurück. Nachdem Vizeadmiral William Hotham das Kommando über die Mittelmeerflotte übernommen hatte, beteiligte sich die Victory an der Schlacht bei den Hyèrischen Inseln. Nach der Schlacht segelte sie nach Saint-Florent, wo sie für den Rest des Jahres verblieb.

#### Seeschlacht bei Kap St. Vincent (1797)

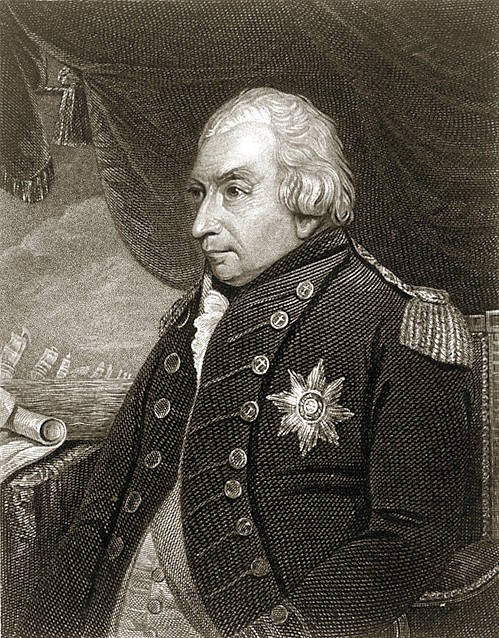
Admiral John Jervis, 1. Earl of St. Vincent

1796 kommandierte Kapitän Robert Calder die Victory unter der Flagge von Admiral Sir John Jervis. Die vereinte französisch-spanische Flotte mit 38 Linienschiffen war der britischen Mittelmeerflotte mit 15 Linienschiffen zahlenmäßig stark überlegen und zwang diese, ihre Stellungen auf Korsika und Elba aufzugeben und sich an den Tajo zurückzuziehen. Am 18. Januar stach Jervis mit zehn Linienschiffen aus Lissabon in See, um einen Konvoi nach Brasilien zu eskortieren und sich anschließend vor St. Vincent mit den Schiffen von Konteradmiral William Parker zu vereinigen.
Nachdem Jervis am 13. Februar vom Auslaufen der spanischen Flotte unter dem Kommando von José de Córdoba erfahren hatte, trafen beide Flotten am Morgen des 14. Februars aufeinander. Als Jervis im Laufe des Vormittags die tatsächliche Anzahl der spanischen Schiffe in Erfahrung gebracht hatte, entschied er sich, zwischen den beiden Gruppen hindurchzufahren. Gegen 11 Uhr begannen die Spanier eine Kiellinie zu bilden. Durch dieses Manöver war die britische Luv-Kolonne dem Feuer von zwanzig bis einundzwanzig Schiffen ausgesetzt. Daraufhin wendete Jervis nach Südsüdwest und ließ ebenfalls eine Kiellinie bilden. Gegen 11:30 Uhr hatte die britische Vorhut die Vorhut der spanischen Schiffe erreicht und eröffnete das Feuer, was von den Spaniern sofort erwidert wurde. Gegen 13 Uhr war in der britischen Linie eine Lücke entstanden, die de Córdoba in einem letzten Versuch nutzen wollte, um seine geteilte Flotte wieder zu vereinen.

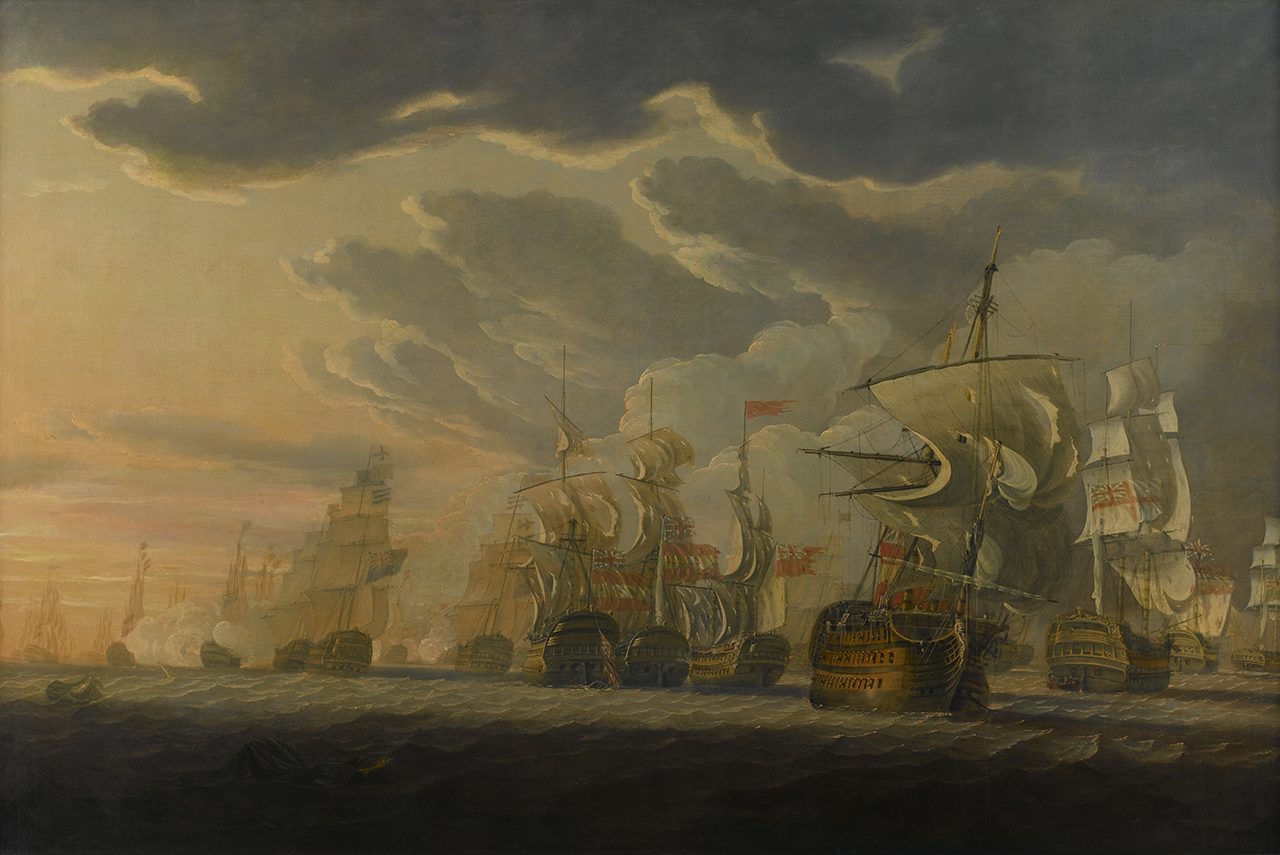
Die Seeschlacht bei St. Vincent. Gemälde von Robert Cleveley aus dem Jahr 1798.

Gleichzeitig signalisierte Jervis eine geeignete Position zur gegenseitigen Unterstützung einzunehmen und den Feind nacheinander anzugreifen. Die HMS Captain unter dem Kommando von Kommodore Nelson befand sich am Ende der britischen Flotte und war dem Zentrum der spanischen Luv-Division am nächsten. Er kam zu dem Schluss, dass das befohlene Manöver den britischen Schiffen nicht erlauben würde, die Spanier einzuholen. Er ignorierte den Befehl und segelte direkt auf die spanischen Schiffe zu. Kurz darauf signalisierte Jervis mehreren Schiffen, der Captain zu folgen. Durch den nun entstehenden Kampf gelang es den Briten, drei Schiffe zu entern und den Rest der spanischen Flotte zum Rückzug zu zwingen.

### Seeschlacht von Trafalgar (1805)
1805 befehligte Vizeadmiral Nelson die britische Flotte vor Toulon. In der Hoffnung, die Franzosen herauszulocken und in einer Schlacht zu stellen, beließ er es lediglich bei einer lockeren Blockade. Im März konnte das Geschwader von Admiral Villeneuve in Toulon die britische Blockade umgehen, schloss sich bei Cádiz mit einem spanischen Geschwader zusammen und segelte zu den Westindischen Inseln. Als Nelson am 10. April davon erfuhr, nahm er die Verfolgung auf. Nachdem Villeneuve die Briten nach Westen gelockt hatte, segelte er zurück nach Europa, wo er beabsichtigte, die Blockade von Brest zu durchbrechen.
Nelson hatte Villeneuve nur um wenige Tage verpasst und segelte nach Europa zurück. Am 19. August erreichte er England, wo die Victory bis Mitte September überholt wurde. Nach dem Abschluss der Arbeiten stach die Victory am 15. September in See und vereinigte sich am 28. September mit der Blockadeflotte vor Cádiz.
Am 21. Oktober sichteten die Briten die französisch-spanische Flotte, die tags zuvor in See gestochen war, und nahmen die Verfolgung auf.
Um 6:40 Uhr signalisierte Nelson seiner Flotte, zwei Kolonnen zu bilden: Sein Plan war, in zwei Linien auf den Gegner zuzusegeln und die gegnerische Schlachtformation zu durchbrechen. Dabei sollte die Victory die Luv-Division und die HMS Royal Sovereign die Lee-Division anführen. Beide Linien segelten daraufhin ostwärts auf den in nördlicher Richtung fahrenden Gegner zu.
Nachdem die Victory für 40 Minuten dem Kreuzfeuer mehrerer Schiffe ausgesetzt war, konnte sie gegen 12:30 Uhr die feindliche Linie durchbrechen und das Feuer auf die Bucentaure und Redoutable eröffnen.

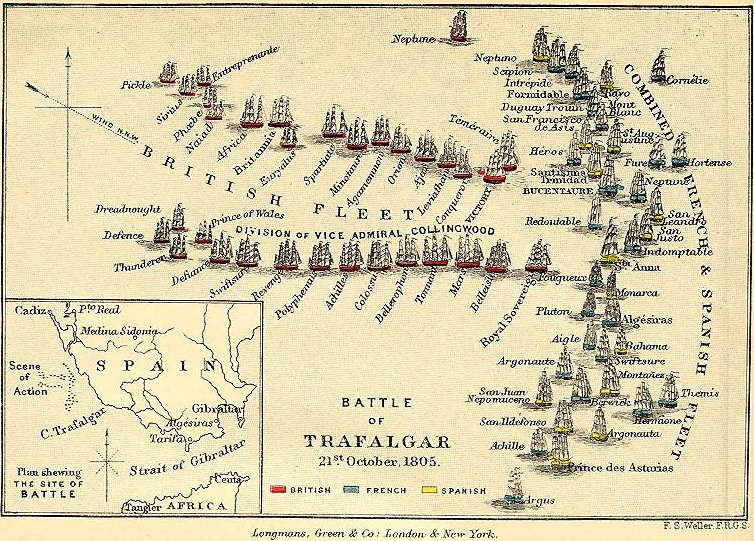
Die Schiffskonstellation und -ordnung in der Schlacht von Trafalgar

Durch eine massive Breitseite in den Heckspiegel wurde ein Großteil der Besatzung der Bucentaure getötet, sodass sie bereits nach zwei Minuten kampfunfähig war.
Die französische Neptune näherte sich daraufhin der Bucentaure und feuerte auf die Victory, wodurch diese Schäden am Fockmast und am Bugspriet erlitt. Die Victory fiel daraufhin nach Backbord ab und feuerte auf die sich von Steuerbord nähernde Redoutable. Beide aufeinander zu steuernden Schiffe kollidierten daraufhin und lagen nun direkt nebeneinander.

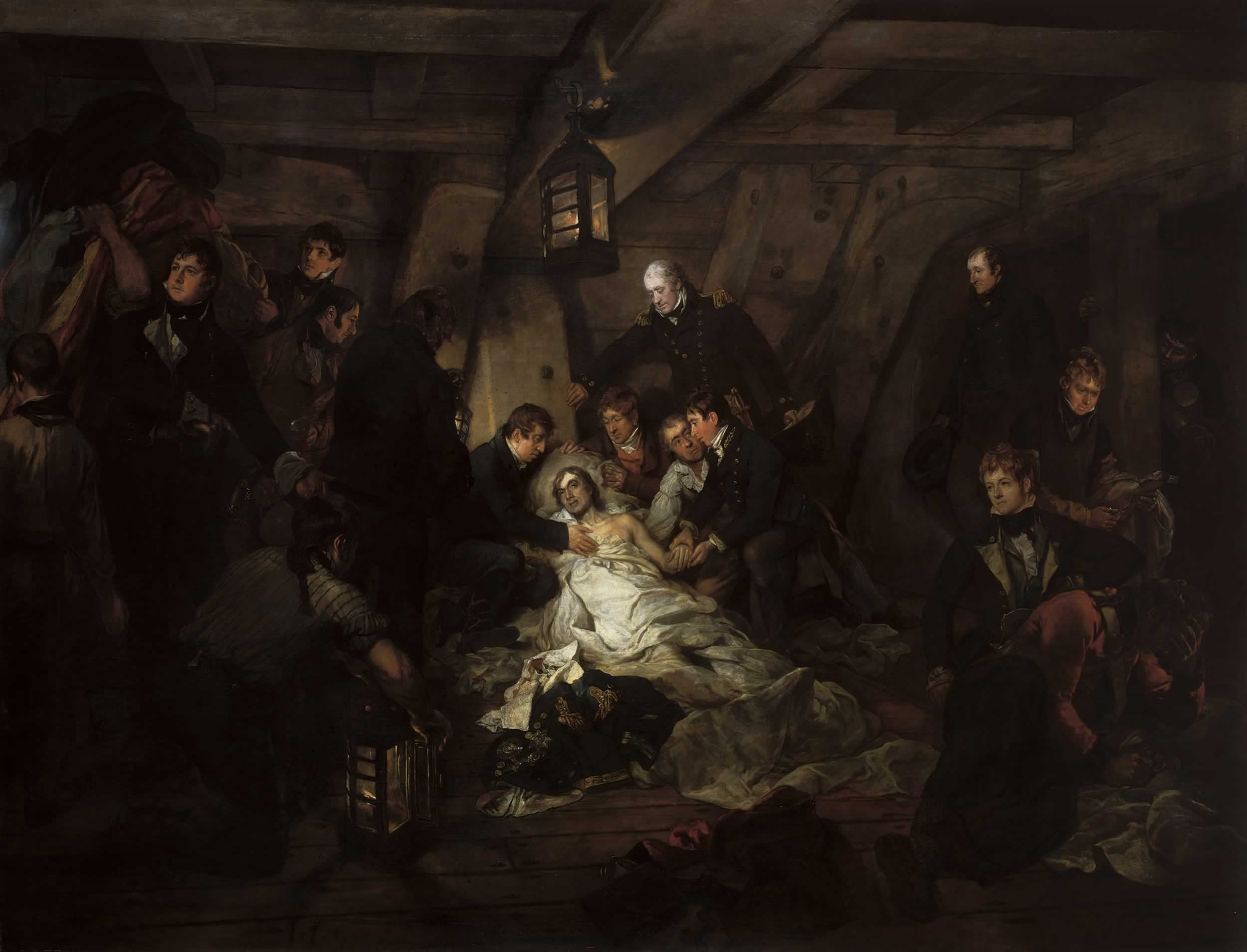
Tod Nelsons. Das Gemälde befindet sich im Royal Museums Greenwich

In dem sich anschließenden Mêlée wurde Nelson von einem Musketenschuss schwer verwundet und unter Deck gebracht, wo er gegen 16:30 Uhr verstarb. In der Zwischenzeit erreichte die HMS Temeraire den Ort des Geschehens und nahm gemeinsam mit der Victory die Redoutable ins Kreuzfeuer, worauf deren Besatzung sich gegen 13:30 Uhr ergab. Als immer mehr britische Schiffe in die Schlacht eingriffen und sowohl die Hauptflotte als auch die Nachhut allmählich überwältigt wurden, unternahm Vizeadmiral Pierre Dumanoir gegen 14 Uhr einen letzten Versuch, die Schlacht zu wenden. Kurz darauf musste er sich jedoch zurückziehen, und Villeneuve war gezwungen, seine Flagge zu streichen.
Nach dem Ende der Schlacht geriet die Victory in einen schweren Sturm und erlitt dabei massive Schäden. Nachdem sie in Schlepp genommen worden war, erreichte sie schließlich am 29. Oktober Gibraltar. Nachdem das Schiff seetauglich gemacht worden war, verließ die Victory am 4. November Gibraltar in Richtung England. Als sie am 1. Dezember den Ärmelkanal erreichte, wurde sie erneut in Schlepp genommen und erreichte am 5. Dezember Spithead, wo sie vor Anker ging.

### (1806 bis 1945)

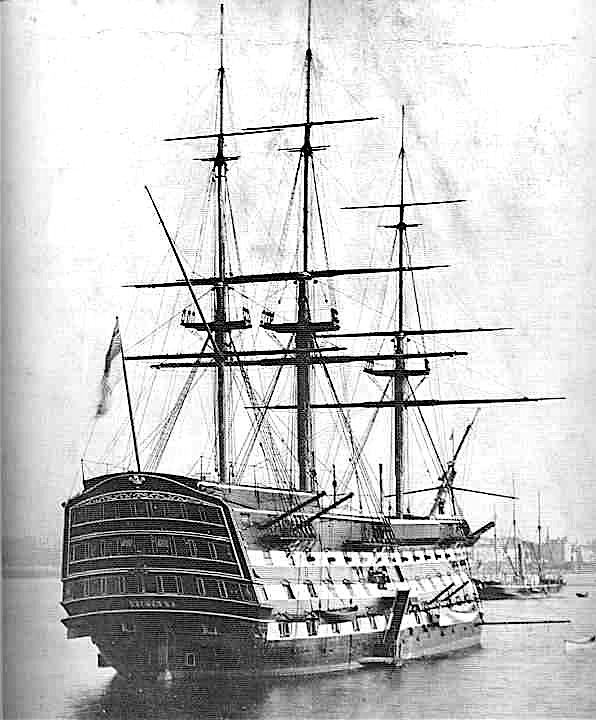
Die Victory im Jahr 1884

Am 15. Januar 1806 wurde die Victory in Chatham zur Überholung ausgemustert. Nach dem Abschluss der Arbeiten am 3. Mai wurden acht ihrer kurzen 12-Pfünder auf dem Achterdeck wie auch sämtliche Kanonen auf dem Vorschiff durch 32-Pfünder-Karronaden ersetzt. Am 18. November 1807 wurde sie erneut überholt und zu einem Linienschiff 2. Ranges herabgestuft. Am 31. Januar 1808 wurde die Victory wieder in den aktiven Dienst gestellt. Im März 1808 wurde sie der Baltic Fleet unter dem Kommando von James Saumarez unterstellt. Im Januar 1809 beteiligte sich die Victory während der Schlacht bei La Coruña an der Evakuierung der britischen Armee. Am 24. Januar 1810 wurde sie in Portsmouth zur Überholung ausgemustert und am 12. Februar wieder in den aktiven Dienst gestellt. Am 28. April nahm sie ihren Dienst in der Ostsee wieder auf und kehrte Ende November wieder in die Heimat zurück. Nach ihrer Ankunft in Spithead am 11. Dezember ging Saumarez von Bord und Konteradmiral Joseph Yorke übernahm das Kommando.
Nachdem die Victory zeitweise als Truppentransporter eingesetzt war, übernahm am 2. April Saumarez erneut das Kommando und kehrte mit ihr in die Ostsee zurück, wo sie bis September verblieb.
Nach ihrer Ankunft in Portsmouth am 4. Dezember 1812 wurde die Victory am 18. Dezember für umfangreiche Umbauten ausgemustert. Die Arbeiten begannen am 26. März 1814 und wurden am 15. Januar 1816 abgeschlossen. Die Kosten betrugen 79.772 Pfund Sterling. Am 31. Januar 1824 wurde die Victory wieder in den aktiven Dienst gestellt und war bis zum 24. April 1830 das Flaggschiff des Port admiral.
1831 ordnete die Admiralität an, die Victory abzuwracken und ihre Einzelteile in anderen Schiffen wiederzuverwenden. Öffentlicher Protest führte jedoch dazu, dass die Anweisung ausgesetzt wurde und die Victory weitgehend vergessen an einem Liegeplatz in Portsmouth festgemacht wurde. Im Oktober wurde die Victory offiziell zum Hilfsschiff für das Flaggschiff des Port admiral, die HMS Wellington, und es war zivilen Besuchern erlaubt, für Besichtigungen an Bord zu kommen.
Am 18. Juli 1833 besuchte Kronprinzessin Victoria zusammen mit ihrer Mutter, der Herzogin von Kent, an Bord des Schiffes Veteranen aus der Schlacht von Trafalgar. 1837 wurde sie zum Flaggschiff des Admiral-superintendent in Portsmouth. Am 21. Oktober 1844 stattete die Königin dem Schiff erneut einen Besuch ab.
Von 1859 bis 1869 war sie das Flaggschiff des Oberbefehlshabers in Portsmouth und ab 1869 Beiboot der HMS Duke of Wellington. Durch den sich immer weiter verschlechternden Zustand entstand 1887 ein Leck, wodurch die Victory zu sinken drohte. Daher wurde das Schiff für umfangreiche Reparaturmaßnahmen eingedockt.
Am 23. Oktober 1903 wurde sie von der HMS Neptune gerammt und erlitt dabei schwere Schäden.
Anlässlich der Hundertjahrfeier der Schlacht von Trafalgar begann das öffentliche Interesse an dem Schiff wieder aufzuleben. 1922 befand sich die Victory in einem sehr schlechten Zustand. Daher initiierte die Society for Nautical Research ein Projekt, um sie in den Zustand vor der Schlacht von Trafalgar zu versetzen. Dies geschah in Abstimmung mit der Admiralität, die das Schiff weiterhin als Flaggschiff des Oberbefehlshabers in Portsmouth nutzte. Während des Zweiten Weltkriegs wurden die Arbeiten unterbrochen. 1941 erlitt die Victory bei einem Angriff der deutschen Luftwaffe schwere Schäden; der Kiel sowie ein Teil des Fockmastes wurden zerstört.

### Nachkriegszeit (1945 bis heute)
Um den Befall durch den Gescheckten Nagekäfer zu bekämpfen, wurde ab den 1950er-Jahren eine Reihe von Präventivmaßnahmen ergriffen, darunter die Entfernung von Schotten, um die Luftzirkulation zu verbessern. Außerdem wurde ein Großteil des Eichenholzes durch ölhaltige Harthölzer wie Teak und Iroko ersetzt. 2005 konnten die in den 1920er-Jahren begonnenen Arbeiten abgeschlossen werden.

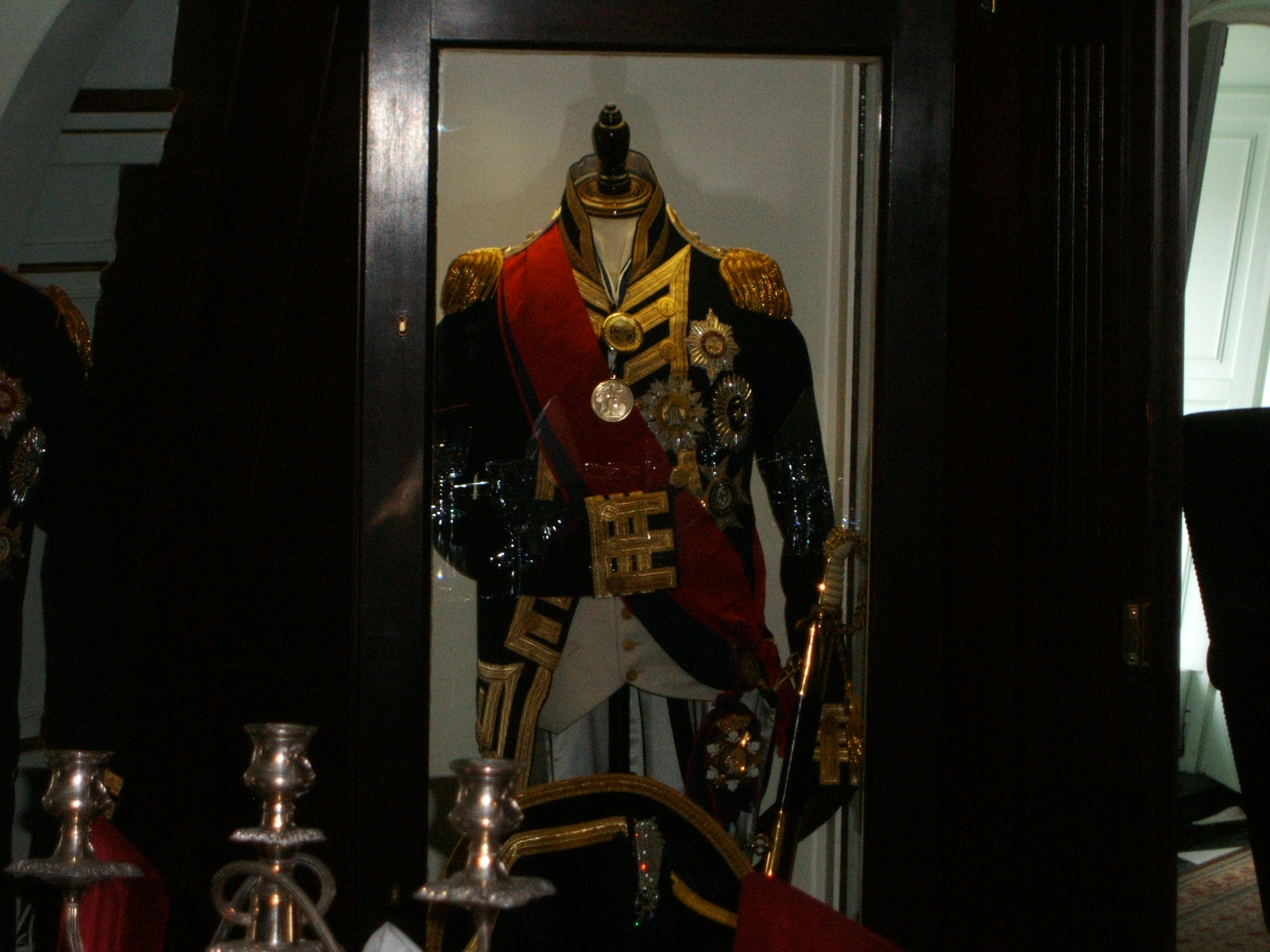
Die Uniform von Vizeadmiral Nelson in der Admiralitätsmesse an Bord der Victory

Erfüllt von Geschichte und Marinetradition, wurde der Victory von Philip Watts der Beiname „The Westminster Abbey of the Royal Navy“ verliehen. Sie dient auch heute noch dem Commander in Chief der Royal Navy für offizielle Empfänge und Veranstaltungen. Zudem ist sie immer noch – ganz im Sinne britischer Tradition – offiziell Flaggschiff des Ersten Seelords seiner Majestät.

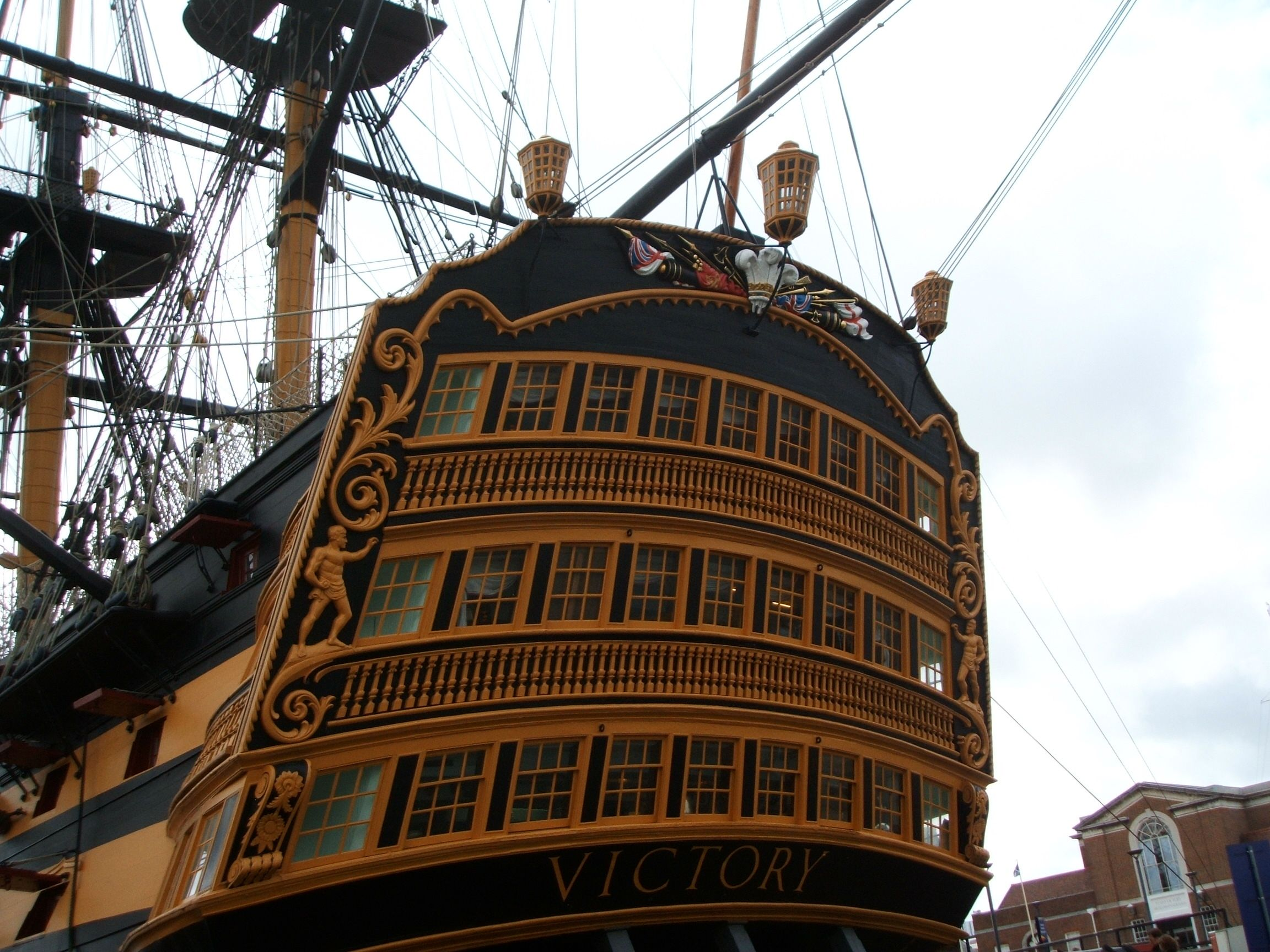
Der Heckspiegel des Schiffes

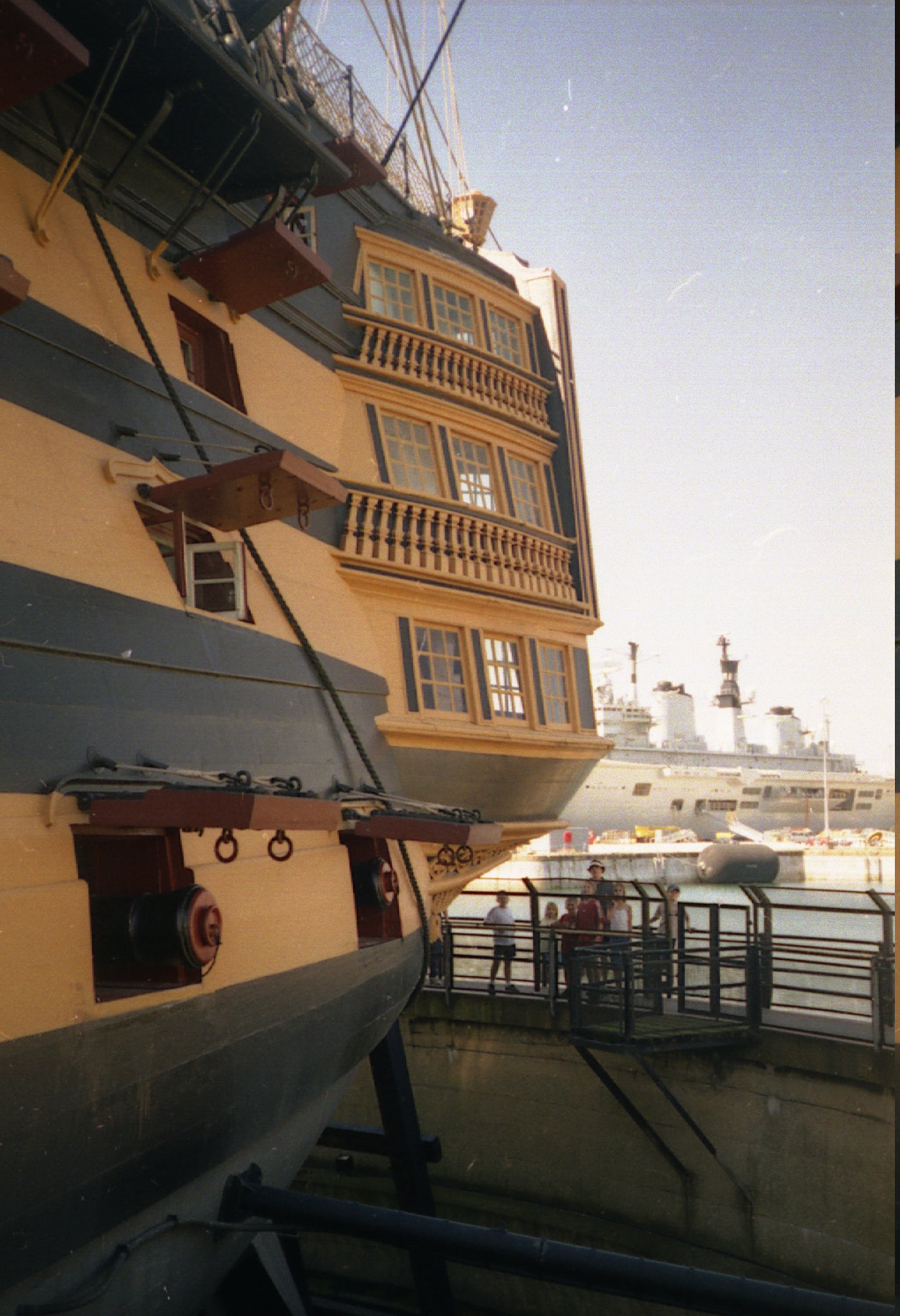
Heckpartie der Victory mit Detailansicht der Stückpforten

Die Victory kann in Portsmouth besichtigt werden. Sie befindet sich in den Historic Dockyards in einem Trockendock und ist komplett vom Kielschwein bis zum Oberdeck begehbar – lediglich Admiralitätsmesse und Kapitänskajüte sind nur durch einen kleinen Durchgang von außen zu besichtigen. In der Admiralitätsmesse ist eine originalgetreue Nachbildung der Uniform von Lord Nelson ausgestellt (das Original findet sich im Marinemuseum in Greenwich). Nur wenige der Geschütze an Bord sind echte Kanonen aus der damaligen Zeit (ca. 8 Stück, davon drei 32-Pfünder des unteren Kanonendecks). Der Rest wurde durch Geschützattrappen (z. B. auf dem Außendeck) ersetzt, um das Museumsschiff optisch aufzuwerten und den Eindruck eines voll bestückten Kriegsschiffes zu gewährleisten. Die Verwendung von Attrappen hat aber auch statische Gründe, da durch die Trockenlegung die Tragkraft des Holzes nachgelassen hat. Würde das volle Gewicht der alten Kanonenzahl auf den Decks lasten, könnte es zu Schäden kommen. Die Takelage ist ebenfalls nicht vollständig. Nur die unteren Masten bis zum Eselshaupt sind aufgeriggt.

## Technische Beschreibung

### Schiffsmaße
Die Victory hat eine Gesamtlänge von 69,30 m, eine Breite von 15,80 m und einen Tiefgang von 7,34 m. Ihre Tonnage beträgt 2.142 bm und ihre Verdrängung 3.500 tn.l.

### Antrieb
Die Victory war als Dreimast-Vollschiff getakelt. Mit einer Gesamtsegelfläche von 5440 m² erreichte das Schiff eine Höchstgeschwindigkeit von 10 Knoten.

### Bewaffnung
Die Bewaffnung bestand aus dreißig 42-Pfündern auf dem unteren Kanonendeck, achtundzwanzig 24-Pfündern auf dem mittleren Kanonendeck und dreißig langen 12-Pfündern auf dem oberen Kanonendeck. Dazu kamen zwölf 12-Pfünder auf dem Achterdeck und vier 6-Pfünder sowie zwei 68-Pfünder-Karronaden.
|        | Unteres Batteriedeck   | Mittleres Batteriedeck | Oberes Batteriedeck    | Backdeck                                        | Achterdeck             | Kanonen (Geschossgewicht)  |
| ------ | ---------------------- | ---------------------- | ---------------------- | ----------------------------------------------- | ---------------------- | -------------------------- |
| Design | 30× 42-Pfünder         | 28× 24-Pfünder         | 30× 12-Pfünder         | 2× 6-Pfünder                                    | 10× 6-Pfünder          | 100 Kanonen (536,037 kg)   |
| 1778   | 30× 32-Pfünder         | 28× 24-Pfünder         | 30× 12-Pfünder         | 2× 6-Pfünder                                    | 10× 6-Pfünder          | 100 Kanonen (468,012 kg)   |
| 1793   | 30× 42-Pfünder-Kanonen | 28× 24-Pfünder-Kanonen | 30× 12-Pfünder-Kanonen | 2× 12-Pfünder-Kanonen 2 × 32-Pfünder-Karronaden | 10× 12-Pfünder-Kanonen | 102 Geschütze (566,875 kg) |
| 1805   | 30× 32-Pfünder-Kanonen | 28× 24-Pfünder-Kanonen | 30× 12-Pfünder-Kanonen | 2× 12-Pfünder-Kanonen 2 × 68-Pfünder-Karronaden | 10× 12-Pfünder-Kanonen | 102 Geschütze (520,618 kg) |

## Besatzung
Die Besatzung hatte eine Stärke von 850 Mann (Offiziere und Unteroffiziere bzw. Mannschaften).